# DR Mama
DR Mama war ein Hörfunkprogramm von Danmarks Radio. Es ging am 1. September 2011 auf Sendung und richtete sich mit „Soft Rock“ und sogenanntem „Hausfrauenpop“ an ein weibliches Publikum mittleren Alters. Das Programm wurde am 30. September 2014, nach nur drei Jahren, mangels Hörerinteresse beendet.

## Empfang in Deutschland
Im deutsch-dänischen Grenzgebiet war der Sender via DAB zu empfangen. Zudem war auch noch ein Empfang über das Internet möglich.